# Benoît Drousie
Benoît Drousie (Anderlecht, Flandes, 12 d'abril de 1962) és un guionista de còmic belga, que signa amb el pseudònim de Zidrou.
Publica el seu primer còmic a l'extra de nadal de la revista Spirou de 1991, amb La triste fin du Père Noël (La trista fi del Pare Noel), dibuixada per De Brab. El 1992 crea un studio de guionistes amb el seu amic Falzar, amb qui publicaria aquell any el primer àlbum de la sèrie Margot et Oscar Pluche amb De Brab novament com a dibuixant. L'any següent es consolidaria com a guionista a diferents sèries del setmanari Spirou. Durant la dècada de 1990 es consagraria com un dels guionistes d'humor més versàtils del setmanari, creant sèries com L'Élève Ducobu, Tamara i l'abans esmentada Margot et Oscar Pluche, i signant multitud d'historietes curtes dibuixades per diferents artistes. A partir de la dècada dels 2000, i sense abandonar les seues col·laboracions amb el setmanari Spirou, començaria a escriure treballs més realistes, especialitzant-se amb el temps com a guionista de novel·la gràfica i thrillers.

## Premis
- Prix Jeunesse al Comics Festival Belgium (Brussel·les - octubre 2004) per Miss 10/10

## Publicacions[1]
- Margot et Oscar Pluche, dibuixat per Carine De Brab, ed. Casterman

1. Sac à Puces, 1992.
2. Cache-cache, 1993.
3. La Bande à Rigobert, 1994.
4. À l'abordage, 1995.
5. La gratouille du Pedzouille, 1996.
6. Balthazar, 1997.

- L'Élève Ducobu, dibuixat per Godi, ed. Le Lombard

1. Un copieur sachant copier, 1997.
2. Au coin!, 1998.
3. Les réponses ou la vie?, 1999
4. La lutte des classes, 1999.
5. Le roi des cancres, 2000.
6. Un amour de potache!, 2001.
7. Vivement les vacances!, 2001.
8. Punis pour le meilleur et pour le pire, 2002.
9. Le fortiche de la triche, 2003.
10. Miss 10/10, 2004.
11. Peut mieux faire, 2005.
12. 280 de QI, 2006.
13. Pas vu, pas pris !, 2007.
14. Premier de la classe (en commençant par la fin), 2008.
15. Ça sent les vacances !, 2009.
16. Confisqués !, 2010.
17. Silence, on copie !, 2011

- Les Crannibales, dibuixat per Jean-Claude Fournier, ed. Dupuis

1. À table !, 1998.
2. On mange qui, ce soir ?, 1999.
3. Pour qui sonne le gras ?, 1999.
4. L'Aile ou la cuisse ?, 2000.
5. Crannibal pursuit, 2001.
6. Abracada…MIAM !, 2002.
7. Crunch !, 2003.
8. Pêche au gros, 2005.

- Sac à puces, dibuixat per Carine de Brab, coguionitzat per Falzar, ed Dupuis

1. Super maman, 1999.
2. Chauds les marrons !, 2000.
3. Gare à ta truffe !, 2001.
4. Docteur Pupuces, 2002.
5. Le lundi au soleil, 2003.
6. Ça déménage !, 2004.
7. De l'orage dans l'air, 2005.
8. Mamy galettes, 2008, col. Puceron.

- Le Boss, dibuixat per Philippe Bercovici, ed. Dupuis

1. C’est moi !, 2000.
2. On vous écrira !, 2000.
3. www.le-boss.com, 2001.
4. Merci patron !, 2002.
5. Signez ici !, 2003.
6. Des sous, 2004.
7. Délocalisons !, 2005.
8. Les dérapages du boss, Le Coffre à BD 2007.

- Choco, dibuixat per Carine de Brab, ed. Casterman

1. Baraka la cata, 2000.
2. Le Noël de Choco!, 2001.
3. La plus belle zizique du monde, 2003.

- Scott Zombi, dibuixat per Pierre-Yves Gabrion, ed. Casterman, col. Premières lignes

1. Debout les morts !, 2002.
2. Fous et usage de fous, 2003.
3. L'Amicale des Réducteurs de Têtes, 2004.

- Mèche rebelle, dibuixat per Matteo, ed. Dupuis, col. Repérage

1. Kim, 2003.
2. Alicia, 2004.

- Tamara, dibuixat per Christian Darasse, ed. Dupuis

1. Combien ?!, 2003.
2. C’est bon l'amour !, 2004.
3. Tout est bon dans le garçon !, 2005.
4. Faites comme chez vous !, 2006.
5. … À la folie !, 2007.
6. Tu dépasses!, 2008.
7. Ma première fois, 2009.
8. Oh le salaud!, 2010.
9. Diego..., 2011
10. Maman, je rigole !, 2012
11. Quelle famille d'Enfer!, 2013
12. Loin des yeux..., 2014
13. Entre les deux, mon cœur balance ..., 2015

- ProTECTO, dibuixat per Matteo, ed. Dupuis, col. Empreinte(s)

1. La Fabrique des mères éplorées, 2006.
2. Madame, 2007.

- Le Flagada, dibuixat per Philippe Bercovici, Glénat, col. Paris-Bruxelles

1. Le dernier des flagada, 2008

- La vieille dame qui n'avait jamais joué au tennis et autres nouvelles qui font du bien , diversos dibuixants, ed. Dupuis, 2009
- Lydie, dibuixat per Jordi Lafebre, éd. Dargaud, 2010
- Maître Corbaque avocate, dibuixat per E411, ed. Sandawe

1. Que la justice soit (mal) faite !, 2011

- Boule à zéro, dibuixat per Serge Ernst, ed. Bamboo

1. Petit cœur chômeur, 2012
2. Le gang des crocodiles, 2013
3. Docteur Zita, 2014

- La peau de l'ours, dibuixat per Oriol, ed. Dargaud, 2012
- Les Folies Bergère, dibuixat per Francis Porcel, 2012
- Le beau voyage, dibuixat per Benoît Springer, ed. Dargaud, 2013
- Pendant que le roi de Prusse faisait la guerre, qui lui reprisait ses chaussettes ? , dibuixat per Roger, ed. Dargaud, 2013
- Tueurs de mamans, dibuixat per Ludo Borecki i Benoît Ers, ed. Dupuis

1. Tome 1, 2013
2. Tome 2, 2013

- Tourne-disque, dibuixat per Raphaël Beuchot, ed. Le Lombard, 2014
- Waw !, dibuixat per Jean-Marc Krings, ed. Paquet

1. C'est parti mon kiki, 2015

- Djizus is back, dibuixat per Raúl Ariño, Fluide Glacial, 2012